# Shigeo Fukuda
Pour les articles homonymes, voir Fukuda.
Shigeo Fukuda (福田 繁雄, Fukuda Shigeo), né le 4 février 1932 à Tokyo et décédé le 11 janvier 2009 d’une hémorragie méningée, est un sculpteur, graveur, graphiste et affichiste japonais. Il est le père de l'artiste Miran Fukuda.
Diplômé de l'université nationale des beaux-arts et de la musique de Tokyo, section design en 1956, il connaît une renommée internationale, étant membre de l'A.G.I., du Royal Designer for Industry et de l'Art Directors Club. Il est considéré comme un des plus grands affichistes de son pays. Son travail se caractérise par des illusions d’optique, des jeux visuels et humoristiques qui marient l'héritage japonais à l’esprit occidental. 

« En dépit du progrès scientifique, si grand soit-il, certains ne voient toujours pas plus loin que le bout de leur nez, d’autres ne peuvent toujours pas voir la nouveauté qui les entoure sans chausser une paire de lunettes. Nous devons vraiment étudier ce contraste entre progrès social et le déclin de la capacité de « voir » »

— Shigeo Fukuda, à Tokyo en 2003

## Ses œuvres
- Murale au gymnase du lycée Taishido, Tokyo
- You are my chair, I'm yours, visible au Sapporo Art Park
- Raisins
- Love story (1973)
- Homme (1974)
- Femme (1974)
- Chat/souris (1974)
- Encore (1976)
- Trois belvédère -dimensionnelles (1982)
- Piano underground (1984)
- Venus dans un miroir (1984)
- Pilier disparition (1985)
- Modèle tridimensionnel de cascade d'Escher (1985)
- Déjeuner avec un casque sur la (1987)
- Aquarium pour les caractères de natation (1988)
- Les tournesols de Gogh (1988)
- Guy frais.Arcimboldo (1988)